# Liste des aéroports canadiens par indicateur d'emplacement : CH
Cette liste d'aéroports reprend l'ordre alphabétique suivi par le « TC LID ». Le « TC LID » est le « lieu d'identification » donné par Transports Canada, représentant le nom et le lieu d'un aéroport. C'est une aide de direction pour aider la circulation aérienne, les télécommunications et les programmes d'ordinateur.
Le format des entrées sont:
- Lieu d'identification (TC LID) - IATA - Nom de l'aéroport (nom alternatif) - Communauté de l'aéroport - Province

Les aéroports du Réseau national des aéroports sont en caractères gras.

## CA -Canada- CAN[1],[2]
| TC LID | IATA | Nom de l'aéroport                                               | Communauté     | Province                |
| ------ | ---- | --------------------------------------------------------------- | -------------- | ----------------------- |
| CHA2   |      | Hydroaérodrome Saint-Boniface-de-Shawinigan/Hydravion Adventure | Saint-Boniface | Québec                  |
| CHB2   |      | Héliport Churchill (Hudson Bay Helicopters)                     | Churchill      | Manitoba                |
| CHB3   |      | Aérodrome Hope Bay                                              | Hope Bay       | Nunavut                 |
| CHC3   |      | Héliport Barrhead (Healthcare Centre)                           | Barrhead       | Alberta                 |
| CHC4   |      | Héliport Ponoka (Hospital & Care Centre)                        | Ponoka         | Alberta                 |
| CHC5   |      | Aérodrome Hayes Camp                                            | Hayes Camp     | Nunavut                 |
| CHD2   |      | Héliport Hardisty (Health Centre)                               | Hardisty       | Alberta                 |
| CHD3   |      | Héliport Hanna (District Ambulance)                             | Hanna          | Alberta                 |
| CHD4   |      | Aérodrome Thamesford (Harydale Farms)                           | Thamesford     | Ontario                 |
| CHF2   |      | Aérodrome Ottawa/Manotick (Hope Field)                          | Manotick       | Ontario                 |
| CHF3   |      | Aéroport Westlock (Hnatko Farms)                                | Westlock       | Alberta                 |
| CHG2   |      | Aéroport Harbour Grace                                          | Harbour Grace  | Terre-Neuve-et-Labrador |
| CHJ4   |      | Héliport Boyle (Healthcare Centre)                              | Boyle          | Alberta                 |
| CHK2   |      | Héliport Aldergrove (Hicks)                                     | Aldergrove     | Colombie-Britannique    |
| CHL3   |      | Hydroaérodrome Church Lake                                      | Church Lake    | Nouvelle-Écosse         |
| CHL6   |      | Hydroaérodrome Huntsville (North)                               | Huntsville     | Ontario                 |
| CHM2   |      | Aérodrome Spiritwood/H & M Fast Farms                           | Spiritwood     | Saskatchewan            |
| CHM5   |      | Hydroaérodrome Lake Muskoka South                               | Lake Muskoka   | Ontario                 |
| CHQE   |      | Héliport Halifax (Queen Elizabeth II Health Science Centre)     | Halifax        | Nouvelle-Écosse         |
| CHR2   |      | Héliport High River (Hospital)                                  | High River     | Alberta                 |
| CHS2   |      | Aérodrome Highgate (South)                                      | Highgate       | Ontario                 |
| CHS7   |      | Héliport Halifax (South End)                                    | Halifax        | Nouvelle-Écosse         |
| CHT3   |      | Héliport Mont-Tremblant/Saint-Jovite Héli-Tremblant             | Saint-Jovite   | Québec                  |
| CHW2   |      | Héliport Orangeville (Headwaters Healthcare Centre)             | Orangeville    | Ontario                 |